# Bakchylides
Bakchylides von Keos (griechisch Βακχυλίδης Bakchylídēs, latinisiert Bacchylides; * um 520/516 v. Chr. in Iulis auf Keos; † um 451 v. Chr.) war ein lyrischer Dichter und Musiker (Chorlyriker). Er wurde von den hellenistischen Gelehrten Alexandrias zum Kanon der neun Lyriker Griechenlands gezählt.

## Leben
Bakchylides’ Vater hieß wahrscheinlich Meidon (oder Meidylos). Seine Mutter war eine jüngere Schwester des bedeutenden Chorlyrikers Simonides von Keos (um 556 v. Chr. bis um 468 v. Chr.). Der Großvater hieß Bakchylides und war ein berühmter Athlet.
Simonides dürfte großen Einfluss auf die Ausbildung und Förderung des dichterischen Talentes seines Neffen gehabt haben. Schon in relativ jungen Jahren ist Bakchylides in Griechenland bekannt gewesen. Das fragmentarisch erhaltene Enkomion für Alexander I., den Sohn des makedonischen Königs Amyntas I., datiert aus den 490er Jahren.
Ein Hauptbetätigungsfeld der Chorlyriker war das Verfassen von Epinikien. Sieger bei den vier panhellenischen Spielen – den Olympischen Spielen, Isthmien, Nemeen und Pythien – wurden prestigeträchtig mit Siegesliedern geehrt, um deren Abfassung Chorlyriker wie Pindar, Simonides und Bakchylides konkurrierten.
Als 485 oder kurze Zeit später Bakchylides von einer angesehenen Familie aus Aigina den Auftrag erhielt, den Pankration-Sieg des Pytheas bei den nemeischen Spielen zu besingen, bedeutete dies für Pindar durchaus einen Prestigeverlust. Schon antike Erklärer haben den Gedichten Pindars eine berufliche, vielleicht sogar persönliche Rivalität zwischen Bakchylides und Pindar entnommen. Tatsächlich hat Pindar in einem seiner Lieder Simonides und Bakchylides mit Krähen, sich selbst aber mit einem Adler verglichen.
476 v. Chr. weilte Bakchylides auf Keos: von dort sandte er Hieron I. von Syrakus selbstbewusst ein Lied, in welchem er den Sieg des Tyrannen (genauer den Sieg des von ihm ins Rennen geschickten Gespanns) im olympischen Wagenrennen feierte. Hieron scheint an Bakchylides’ Kunst Gefallen gefunden zu haben. Als der Wagen des Tyrannen 470 v. Chr. im Wagenrennen an den Pythien siegte, komponierte Bakchylides ein Lied, das in Delphi aufgeführt wurde, Pindar das Epinikion für Syrakus. Schließlich erhielt, als der Tyrann in der Olympiade 468 v. Chr. noch einmal im Wagenrennen gewann, nur Bakchylides den Auftrag für ein Lied. Es ist sehr wahrscheinlich, dass sich Bakchylides in dieser Zeit in Sizilien aufgehalten hat, dort lebte sein Onkel Simonides an den Höfen der Tyrannen Hieron I. von Syrakus und Theron von Akragas. In Sizilien ist Bakchylides auch Pindar begegnet, der ebenfalls von Hieron gefördert wurde. Dass die beiden größten Dichter ihrer Generation ihr Talent in den Dienst des Tyrannen stellten, hat dafür gesorgt, dass Hieron bei Altphilologen bis heute einen weitaus besseren Ruf genießt als bei Althistorikern.
Aufenthalte des Bakchylides in Thessalien, Makedonien, Athen und Aigina – den Orten oder Herrschaftsgebieten, aus denen Aufträge für Lieder an ihn ergingen – sind zwar wahrscheinlich, aber nicht beweisbar. Sicherlich hat Bakchylides aber regelmäßig die Olympiaden und die anderen drei großen panhellenischen Spiele besucht. Denn dort war es am leichtesten, von den Siegern oder den Delegationen der Siegerstädte Aufträge für Siegeslieder zu erhalten.
Plutarch überliefert, dass Bakchylides seine schönsten und berühmtesten Werke im Exil geschrieben habe. Die Forschung datiert diese Verbannung, deren Grund unbekannt ist, meist vorsichtig in das Jahrzehnt 462–452 v. Chr., und begründet dies damit, dass Pindar um 458 v. Chr. für die Keer den Paian 4 und das Epinikion für den isthmischen Wagensieg des Herodotos geschrieben habe: wäre Bakchylides in dieser Zeit nicht verbannt gewesen, so die Argumentation, hätten sich die Keer sicher an ihren Landsmann gewandt. Verbannungsort war wohl die Peloponnes.
Das letzte erhaltene Lied des Bakchylides feiert den Knaben Lachon im Stadionlauf (452 v. Chr.). Sehr bald danach, vielleicht 451 v. Chr., ist Bakchylides an unbekanntem Ort (in der Verbannung?) gestorben.

## Werk

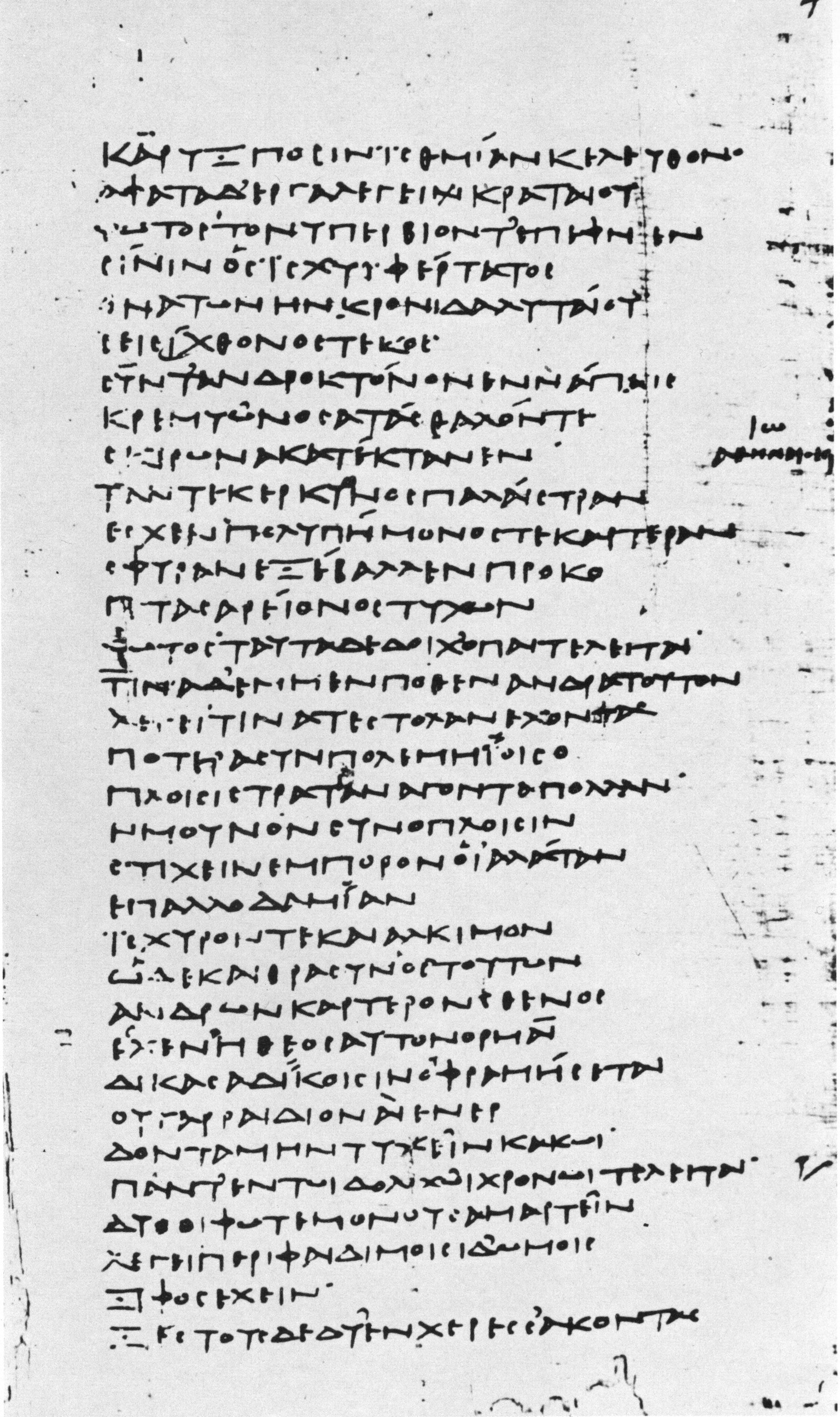
Bakchylides, Dithyramben XVIII 17–49 in London, British Library, Papyrus 733 (2. Jahrhundert)

Am Ende der Antike ging das Werk des Bakchylides fast vollständig verloren; man kannte lange Zeit nur wenige Verse, die bei anderen Autoren zitiert wurden. Erst seit dem Ende des 19. Jahrhunderts haben Papyrusfunde größere Teile aus dem Werk des Dichters wieder bekannt gemacht. 14 Siegeslieder wurden entdeckt, einige fast vollständig, außerdem umfangreiche Fragmente aus dem Buch der Dithyramben. Daneben liegen kleinere Fragmente aus den Büchern der Paiane, Enkomia, Prosodia, Hymnen, Hyporchemata, Erotika vor. Wie viele Bücher die Bakchylides-Ausgabe der Alexandriner umfasst hat, ist nicht bekannt. Wie Simonides hat auch Bakchylides Epigramme verfasst, von denen einige überliefert sind.
Man muss sich die Lieder des Bakchylides wie Kantaten vorstellen, die im Rahmen einer kultischen oder privaten Veranstaltung entweder von einem Chor oder von einem Einzelnen gesungen wurden. Die von Bakchylides komponierte Musik kannten schon die Alexandriner nicht mehr, auch nicht die Choreographie.
Bakchylides bediente sich einer dorisch gefärbten, für die Chorlyrik charakteristischen Kunstsprache. Neben ionischen Formeln, die von der homerischen Epik herrühren, bediente er sich äolischer Elemente. Seine besondere Kunstleistung bestand in der klaren und plastischen Erzählung von Mythen oder sagenhaften Geschehen. Als man um 1900 mehr von Bakchylides entdeckte, war man zunächst enttäuscht – so sprach etwa Ulrich von Wilamowitz-Moellendorff, der bedeutendste deutsche Altphilologe seiner Zeit, fast schon herablassend von den Qualitäten des Dichters. Die heutige Forschung bewertet Bakchylides sehr viel positiver. Man schätzt ihn als einen bedeutenden Lyriker, der jedoch Pindars dichterische Größe und Simonides’ intellektuelle Originalität nicht ganz erreichte.

## Ausgaben und Übersetzungen
- Herwig Maehler (Hrsg.): Bacchylides. Saur, 11. Aufl. München 2003, ISBN 978-3598711169
- Herwig Maehler (Hrsg.): Bacchylides. A selection. Cambridge 2004.
- Herwig Maehler (Hrsg.): Bakchylides. Lieder und Fragmente. Griechisch und deutsch. Akademie-Verlag, Berlin 1968.
- Oskar Werner (Hrsg.): Simonides. Bakchylides. Heimeran, München 1969 (griechisch und deutsch)